# さすらいの賭博師
『さすらいの賭博師』（さすらいのギャンブラー）1964年8月5日に公開された日本の映画である。監督は牛原陽一。モノクロ。主演は小林旭、日活制作。

## 概要
凄腕の賭博師である氷室浩次の活躍を描いた「黒い賭博師シリーズ」の第1弾。本シリーズの特徴は、既存作のギャグは主にセリフや小さなアクションの積み重ねによって作り出されていたが、本シリーズにおいては大げさな仕掛けものによるギャグを行っている点にある。映画評論家の西脇英夫は007の映画シリーズの影響ではないかと指摘している。
本作に先立って公開された『波止場の賭博師』は主人公の名前もプロットも異なるが、シリーズの先駆けと認識されることもある。

## あらすじ
イカサマを見破ったことで、兄と恋人を殺された凄腕の賭博師である氷室浩次（小林旭）はダイスを捨ててさすらいの旅に出た。横浜へと流れついた氷室はダイスを捨て、バー「サイセリア」のバーテンダーとしてこの街に落ち着こうと考えるが。街を二分する浅野（山形勲）と河村（小池朝雄）の間で起きる抗争に巻き込まれて行く。

## キャスト
- 氷室浩次： 小林旭
- 浅野倫子： 笹森礼子
- 庄田早苗：長内美那子
- 倉田：深江章喜
- 中山 ： 天坊準
- 相原： 大滝秀治
- 氷室健一：木浦佑三
- 信子：松尾嘉代
- いづみ： 安田千永子  (森千永子)
- 坂田信雄： 下條正巳
- 文子：堀恭子
- 柏田：河野弘
- 冒頭の温泉街の賭場の組長：花村彰則
- 柏田組の賭場の中盆 ：木島一郎
- 芸者： 佐々木景子
- 冒頭の温泉街の賭場の組長：峰三平
- 拝みの多吉：柳瀬志郎
- 港タクシー運転手： 柴田新三
- 河村の子分：晴海勇三
- 守屋徹
- ケン： 倉田栄三
- 美容院『ローザ』の従業員：橘田良江
- 芸者： 茂手木かすみ
- 野不動産株式会社事務員：森みどり
- テツ：押見史郎
- サブ：高緒弘志
- ロク： 根本義幸
- 実： 小山伸一
- クラブ『サイセリア』のホステス：緒方葉子、渡辺節子、有田双美子
- 密輸拳銃の取引相手： アレキサンダー、フランク・スミス、スチーブ・マンショマン
- 刺青：大中豊
- ダイス指導：笛田直一
- ボクシング指導：山口養治
- 技斗： 渡井嘉久雄 (渡井嘉久夫)
- 民謡酒場で歌う四姉妹の歌手 ： おさげ姉妹
- クラブ『サイセリア』の歌手：西條由美、牧村純子(牧村旬子)
- 河村：小池朝雄
- 篠原： 草薙幸二郎
- 浅野 ：山形勲

## スタッフ
- 監督 ： 牛原陽一
- 脚本：山崎巌
- 企画 ：児井英生
- 原作：野村敏雄（「夜を賭けろ」より）
- 音楽： 小杉太一郎
- 主題歌 : 「さすらい」: 小林旭
- 挿入歌 : 「花笠おどり」、「素肌の夢」、「あの時そっと」: 西條由美

## ロケ地
- 真鶴町など